# 万人殉道
《万人殉道》是德意志文艺复兴艺术大师阿尔布雷希特·丢勒的一幅油画，绘制于1508年，现藏于奥地利维也纳艺术史博物馆。画面中央有画家的自画像，象形繭上有画家签名。
这幅画由萨克森选侯弗里德里希三世为维滕贝格诸圣堂订制 。自1496年起，弗里德里希就是丢勒的赞助人。